# Жайлауов Талгат Бакитбекович
Талгат Бакитбекович Жайлауов (рос. Талгат Бакытбекович Жайлауов; 7 липня 1985, м. Усть-Каменогорськ, СРСР) — казахський хокеїст, центральний нападник. Виступає за «Барис» (Астана) у Континентальній хокейній лізі. 
Вихованець хокейної школи «Торпедо» (Усть-Каменогорськ). Виступав за «Торпедо» (Усть-Каменогорськ), «Барис» (Астана). 
У складі національної збірної Казахстану учасник чемпіонатів світу 2006, 2007 (дивізіон I), 2010, 2011 (дивізіон I) і 2012. У складі молодіжної збірної Казахстану учасник чемпіонатів світу 2002 (дивізіон I), 2004 (дивізіон I) і 2005 (дивізіон I). У складі юніорської збірної Казахстану учасник чемпіонатів світу 2001 (дивізіон I), 2002 (дивізіон I) і 2003.
Досягнення
- Переможець зимових Азійських ігор (2011), срібний призер (2007).